# Michał Skóraś
Michał Skóraś, född 15 februari 2000, är en polsk fotbollsspelare som spelar för Club Brugge och Polens herrlandslag i fotboll.
Skóraś debuterade i A-landslaget som inhoppare mot Nederländerna den 22 september 2022. I VM-sammanhang debuterade han som inhoppare i Polens sista gruppspelsmatch mot Argentina i fotbolls-VM i Qatar den 30 november 2022. I EM-sammanhang debuterade han som inhoppare i Polens sista gruppspelsmatch mot Frankrike i fotbolls-EM i Tyskland den 25 juni 2024.